# FIRA Nations Cup 1968-69
La FIRA Nations Cup de la temporada 1968-69  fue la 4° edición con esta denominación y la 9° temporada del segundo torneo en importancia de rugby en Europa, luego del Torneo de las Seis Naciones.

## FIRA Nations Cup
| Lugar | Selección      | Partidos | Partidos | Partidos  | Partidos | Puntos  | Puntos    | Puntos | Tabla de puntos |
| Lugar | Selección      | Jugados  | Ganados  | Empatados | Perdidos | A favor | En contra | dif.   | Tabla de puntos |
| ----- | -------------- | -------- | -------- | --------- | -------- | ------- | --------- | ------ | --------------- |
| 1     | Rumania        | 4        | 4        | 0         | 0        | 79      | 32        | + 42   | 12              |
| 2     | Francia        | 4        | 3        | 0         | 1        | 135     | 35        | + 100  | 10              |
| 3     | Checoslovaquia | 4        | 2        | 0         | 2        | 66      | 71        | - 5    | 8               |
| 4     | RFA            | 3        | 0        | 0         | 3        | 20      | 44        | - 24   | 3               |
| 5     | Polonia        | 3        | 0        | 0         | 3        | 19      | 132       | - 119  | 3               |

| Bandera de Rumania |
| Campeón Rumania    |
| Primer título      |

## Segunda División

#### Grupo A
| Lugar | Selección  | Partidos | Partidos | Partidos  | Partidos | Puntos  | Puntos    | Puntos | Tabla de puntos |
| Lugar | Selección  | Jugados  | Ganados  | Empatados | Perdidos | A favor | En contra | dif.   | Tabla de puntos |
| ----- | ---------- | -------- | -------- | --------- | -------- | ------- | --------- | ------ | --------------- |
| 1     | Italia     | 2        | 2        | 0         | 0        | 39      | 3         | + 36   | 4               |
| 2     | Yugoslavia | 2        | 1        | 0         | 1        | 25      | 28        | - 3    | 2               |
| 3     | Bulgaria   | 2        | 0        | 0         | 2        | 6       | 39        | - 33   | 0               |

#### Grupo B
| Lugar | Selección | Partidos | Partidos | Partidos  | Partidos | Puntos  | Puntos    | Puntos | Tabla de puntos |
| Lugar | Selección | Jugados  | Ganados  | Empatados | Perdidos | A favor | En contra | dif.   | Tabla de puntos |
| ----- | --------- | -------- | -------- | --------- | -------- | ------- | --------- | ------ | --------------- |
| 1     | España    | 2        | 2        | 0         | 0        | 33      | 11        | + 22   | 4               |
| 2     | Marruecos | 2        | 1        | 0         | 1        | 15      | 24        | - 9    | 2               |
| 3     | Portugal  | 2        | 0        | 0         | 2        | 17      | 30        | - 13   | 0               |

#### Grupo C
| Lugar | Selección    | Partidos | Partidos | Partidos  | Partidos | Puntos  | Puntos    | Puntos | Tabla de puntos |
| Lugar | Selección    | Jugados  | Ganados  | Empatados | Perdidos | A favor | En contra | dif.   | Tabla de puntos |
| ----- | ------------ | -------- | -------- | --------- | -------- | ------- | --------- | ------ | --------------- |
| 1     | Bélgica      | 1        | 1        | 0         | 0        | 9       | 5         | + 4    | 2               |
| 2     | Países Bajos | 1        | 0        | 0         | 1        | 5       | 9         | - 4    | 0               |

#### Fase Final
| Lugar | Selección | Partidos | Partidos | Partidos  | Partidos | Puntos  | Puntos    | Puntos | Tabla de puntos |
| Lugar | Selección | Jugados  | Ganados  | Empatados | Perdidos | A favor | En contra | dif.   | Tabla de puntos |
| ----- | --------- | -------- | -------- | --------- | -------- | ------- | --------- | ------ | --------------- |
| 1     | Italia    | 2        | 2        | 0         | 0        | 42      | 5         | + 37   | 4               |
| 2     | España    | 2        | 1        | 0         | 1        | 46      | 15        | + 31   | 2               |
| 3     | Bélgica   | 2        | 0        | 0         | 2        | 3       | 71        | - 68   | 0               |

| Bandera de Italia |
| Campeón Italia    |
| Primer título     |